# Gerhard von Clairvaux (Kämmerer)
Gerhard von Clairvaux (auch: Gerhard von Fontaine) (* ca. 1089 in Fontaine-lès-Dijon; † 13. Oktober 1138 in Clairvaux) war ein burgundischer Adeliger, Zisterziensermönch und Seliger. Er war der Bruder des heiligen Bernard von Clairvaux und ist nicht zu verwechseln mit dem Abt Gerhard von Clairvaux.

## Leben

### Die Familie
Gerhard (französisch: Gérard) war (nach Guido) das zweite Kind des Ehepaares Tescelin de Fontaine und Aleth von Montbard. Nach ihm kamen seine Brüder Bernard, André, Barthélémy, Nivard und die Schwester Humbelina. Da das Geburtsjahr des heiligen Bernhard bekannt ist, darf man annehmen, dass Gerhard um 1089 geboren wurde.

### Ordenseintritt und Leben im Orden
Gerhard war Kriegsmann. Als Bernhard ihn, wie auch seine Brüder, 1113 mitten in Kampfhandlungen in Grancey zum Eintritt in das neue Kloster Cîteaux aufforderte und er das Ansinnen heftig abwehrte, weissagte ihm Bernhard seine Konversion nach einer Verwundung, Ereignisse, die nach zwei Wochen eintraten. 1115 gehörte Gerhard zur Gründergemeinschaft des Klosters Clairvaux, wo er bis zu seinem Tod das Amt des Kämmerers (Wirtschafters) wahrnahm. 1137 begleitete er Bernhard auf einer Italienreise, wurde in Viterbo schwer krank und genas. Ein Jahr später starb er in Clairvaux.
Bernhard von Clairvaux hat seinem Bruder in der 26. Predigt über das Hohelied in Form eines Klagegesangs (in lateinischer Sprache) ein bewegendes Denkmal gesetzt. Darin würdigt er nicht nur seine Liebe zum Bruder, sondern auch dessen Lebensleistung. Denn Bernhard betrachtete Gerhard als tüchtigen Kämmerer in Clairvaux als Wall gegen das Weltlich-Zeitliche, der das kontemplative Leben der Mönche überhaupt erst möglich mache.

## Verehrung
Im Zisterzienserorden wird Gerhard als Seliger verehrt und am 30. Januar gefeiert (vom Vatikan bestätigt 1869 und 1871). In La Laigne (Département Charente-Maritime) ist eine Kirche auf seinen Namen geweiht.